# 2contra1
2contra1 es una banda costarricense de pop punk formada en Alajuela, en el año 2002. Pioneros del pop-punk en español, se han hecho populares por temas como "Rolleando Fuerte".

## Integrantes
- Dan Ulloa: Voz / Guitarra
- Eric Gassmann: Voz / Guitarra
- Camilo Moreno: Baterista
- Luis Carlos Moreno: Bajo / coros

## Historia
En el 2004 lanzan el álbum "Mejor Seamos Amigos", el primero en su carrera. Para el 2005 la banda alcanzó mayor popularidad con un demo distribuido en línea a través de Myspace que incluía la versión de Timbiriche "Tú y Yo Somos uno mismo". Dos años después, en el 2007 lanzan "Supositorios de Adrenalina", del cual se desprenden los sencillos "XXX", "142 días", "Querer a Medias" y "En donde estás", que recibió más un millón de tocadas digitales en su página de myspace.
Para el 2010 la banda se une al DJ y productor Mario Miranda para producir el álbum homónimo "2contra1".
"Rolleando Fuerte"  es el primer sencillo del álbum 2contra1, 
y rápidamente acaparó la atención de la prensa especializada al subir rápidamente en los charts de radio y es el que catapulta la banda a un nivel 
mainstream. "Rolleando Fuerte" alcanzó el puesto 59 dentro del ranking de los 100 vídeos más pedidos del año 2010 en la cadena MTV Latino (Región Centro). En esta canción colaboró con la banda Lenin Vargas de la banda ecuatoriana L.E.G.O., 
reconocida por ser la banda de rock más exitosa del Ecuador, quien alterna las vocales con Dan en esta canción. El vídeo para “Rolleando Fuerte” es el primero de la banda, y marca historia en Costa Rica al ser estrenado a petición de MTV Latino en exclusiva para su señal hispanoamericana. 
"Rolleando Fuerte" debutó en el puesto 10 el 8 de junio de 2010, y alcanzó como máxima posición el lugar 7 en el conteo de los 10+ pedidos de MTV Latino (Región Central).
Los rumores dictan que la banda podría regresar en el 2013 con nuevo integrante y nuevo disco, ya que se les vio grabando un vídeo musical en un bar de la ciudad de San José, Costa Rica.

## Datos históricos
"Rolleando Fuerte" llegó a ubicarse en la casilla 7 de los 10+ de MTV durante 2 semanas consecutivas.
Primer lugar en el ranking de artistas unsigned de Myspace.com para Costa Rica por 5 años 
consecutivos (2004-2010).
El disco “Supositorios de Adrenalina” (2007) consiguió más de 1.000.000 de tocadas digitales en 
Myspace.com.
Puesto 61 en el año 2007 en el ranking mundial de artistas del género pop punk según Myspace.com.

## Discografía

### Álbumes
| Título                       | Año  |
| 'Mejor Seamos Amigos'        | 2004 |
| 'Demos'                      | 2005 |
| 'Supositorios de Adrenalina' | 2007 |
| '2contra1'                   | 2010 |
| 'Delorean'                   | 2013 |